# پیروویک اسید

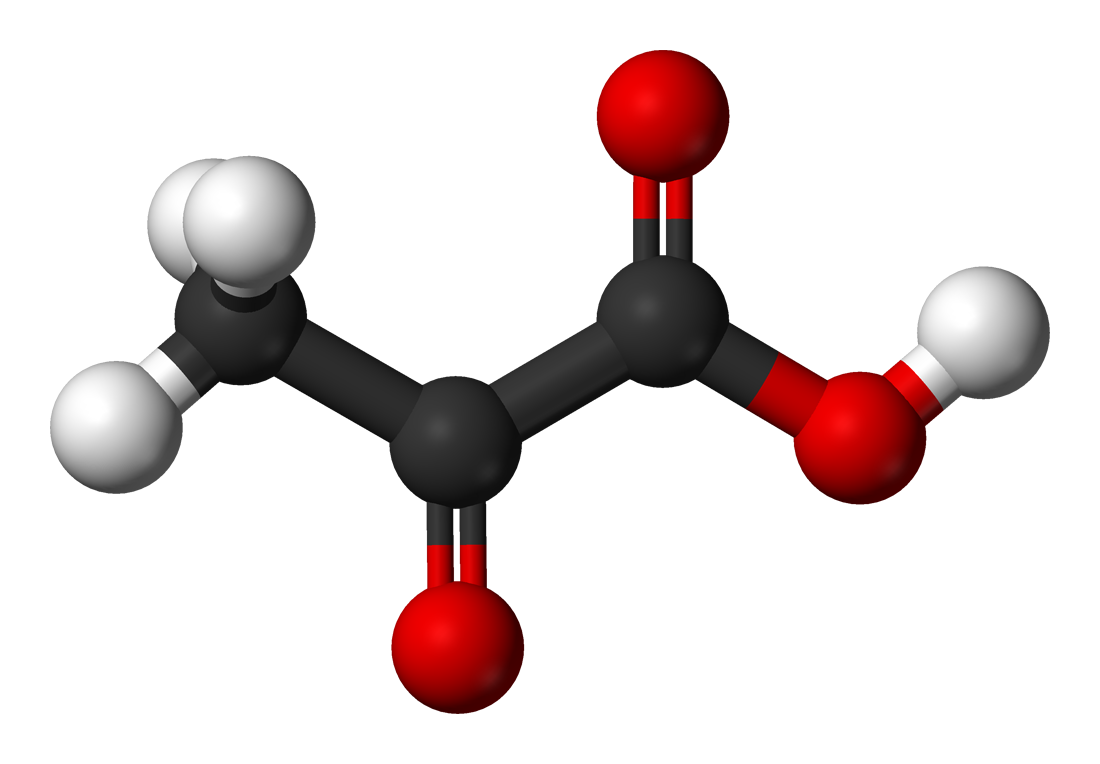
پیروویک اسید، یکی از ترکیبات کلیدی در دگرگشت یاخته‌ای می‌باشد

پیروویک اسید (به انگلیسی: pyruvic acid) یک آلفا کتواسید سه کربنه با فرمول شیمیایی «C3H4O3» است که یکی از فراورده‌های قندکافت و پیش‌ساز اسید آمینه‌ی آلانین است. پیروویک اسید از گلیکولیز گلوکز تولید می‌شود.
پیروویک اسید (و تقریباً همهٔ ترکیبات اسیدی دیگر) در داخل یاخته‌های موجودات زنده به شکل یونی خود، یعنی پیرووات (C3H3O3–)، وجود دارد.

## مسیرهای سوخت و ساز
در سیتوپلاسم سلول‌های موجودات زنده گلوکز در فرایند گلیکولیز به دو مولکول سه کربنی پیرووات (شکل یونی پیروویک اسید) شکسته می‌شود؛
در این فرآیند که شامل چهار مرحله میباشد ابتدا از دو مولکول ATP دو گروه فسفات به گلوکز اضافه میشود سپس ترکیب حاصل به دو مولکول سه کربنی تک فسفاته شکسته می‌شود، در مرحله بعد دو گروه فسفات دیگر به دو مولکول اضافه و در نهایت دو پیرووات تشکیل می‌شود.
در این فرآیند ۴ مولکولATP تولید می‌گردد.
در ادامه و در مراحل بعدی در میتوکندری از پیرووات ATP بیشتری ساخته می‌شود.
سپس برای تنفس هوازی به میتوکندری رفته و طی مراحلی اکسایش می‌یابد (کاهنده NAD) و سپس در چرخه کربس از آن ATP و FADH و NADH ساخته میشود و برای ساخت ATP بیشتر مراحل دیگر را طی می‌کند.